# Dominio británico en Birmania
La Birmania británica duró desde 1824 hasta 1948, desde las guerras anglo-birmana a través de la creación de Birmania como una provincia de la India británica para el establecimiento de una colonia administrada de manera independiente, y finalmente la independencia. Varias porciones de territorios de Birmania, incluyendo Arakan, Tenasserim fueron anexadas por los británicos después de su victoria en la primera guerra anglo-birmano; Baja Birmania fue anexada en 1852 tras la Segunda Guerra Anglo-birmana. Los territorios anexionados fueron designados la provincia menor de edad (un Jefe de Comisaría), Birmania británica, de la India británica en 1862. Después de la tercera guerra anglo-birmano en 1885, la Alta Birmania fue anexada, y al año siguiente se creó la provincia de Birmania en la India británica, convirtiéndose en una provincia importante (un teniente de Gobernador) en 1897. Este acuerdo duró hasta 1937, cuando Birmania comenzó a ser administrada por separado por la Oficina de Birmania bajo el Secretario de Estado para la India y Birmania. Birmania obtuvo su independencia del dominio británico en 4 de enero de 1948.
Birmania se refiere a veces como "la colonia escocesa", debido al papel que desempeñan los escoceses pesado en la colonización y la gestión del país, una de las más notables es Sir James Scott, y el Irrawaddy Flotilla Company.

## Divisiones de la Birmania británica
1. División tenasserim (Toungoo, Thaton, Amherst, Salween, Tavoy, y distritos mergui)
2. División Arakan (Akyab, Norte Arakan , Kyaukpyu y los distritos sandoway)
3. División Pegu (Ciudad de Rangún, Hanthawaddy, Pegu, Tharrawaddy y distritos Prome)
4. División Irrawady (Bassein, Henzada, Thayetmyo, Maubin, Myaungmya y distritos Pyapon)
- Datos: Q20014611